# Quinten (voornaam)
Quinten is een jongensnaam die afstamt van het Latijnse telwoord quintus, dat vijfde betekent. 
In het oude Rome waren er niet veel gangbare voornamen, en wanneer de inspiratie het liet afweten, noemde men zijn kind bijvoorbeeld gewoon "de vijfde" : Quintus voor een jongen, en Quinta voor een meisje. Ook Octaaf, (de achtste) is hier een voorbeeld van. Na verloop van tijd speelde de oorspronkelijke afkomst echter geen rol meer, en werd het een gewone voornaam.
In het Nederlands wordt deze naam soms ook geschreven als Kwinten. Andere variaties zijn Quintin, Quintijn, Quintinus en Quentin.

## Bekende personen
De heilige Quintinus.
Verder dragen een aantal bekende personen deze voornaam (of een variant ervan) :
- Quintino (Quinten van den Berg), dj
- Quentin Blake, Engels illustrator en auteur
- Quentin Leo Cook, de echte naam van Fatboy Slim
- Quentin Durieux, Belgisch voetballer
- Quentin Griffin, Americanfootballspeler
- Quinton Jackson, Amerikaans worstelaar
- Quentin Jakoba, Nederlands voetballer
- Quentin Jammer, Americanfootballspeler
- Quinten Massijs (I), Zuid-Nederlands kunstschilder
- Quinten Massijs (II), Zuid-Nederlands kunstschilder, kleinzoon van voorgaande
- Quentin Richardson, Amerikaans basketbalspeler
- Quinten Schram, Nederlands acteur
- Quentin Tarantino, Amerikaans filmregisseur
- Quentin Thomas, Amerikaans basketbalspeler
- Quentin De Valensart, Belgisch golfer
- Quinten Waverijn, Nederlands burgemeester
- Quentin Willson, Engels televisiepresentator, onder meer bekend van Top Gear

Fictieve personen met de naam:
- Quentin Compson, personage bedacht door William Faulkner
- Quentin Costa, personage uit de televisieserie Nip/Tuck
- Quentin MacLeod, personage in de televisieserie Highlander: The Animated Series
- Quentin Quire, Kid Omega, personage uit X-Men
- Quentin Travers, personage in Buffy the Vampire Slayer, gespeeld door Harris Yulin
- Quinten Quist, hoofdpersoon in De ontdekking van de hemel van Harry Mulisch

- Quentin
- Quentin (Pennsylvania)
- Quentin Albertus
- Quentin Alice Louise Bryce
- Quentin Alice Louise Strachan
- Quentin Bell
- Quentin Benaerts
- Quentin Bernard
- Quentin Beunardeau
- Quentin Bigaré
- Quentin Blake
- Quentin Bryce
- Quentin Caleyron
- Quentin Correia
- Quentin Dabson
- Quentin Dujardin
- Quentin Dupieux
- Quentin Durieux
- Quentin Fillon Maillet
- Quentin Goodin
- Quentin Gréban
- Quentin Halys
- Quentin Jackson
- Quentin Jakoba
- Quentin Jauregui
- Quentin Jaurégui
- Quentin Kebron
- Quentin Lafargue
- Quentin Lee
- Quentin Leo Cook
- Quentin Mahauden
- Quentin Massijs
- Quentin Massys
- Quentin Matsys
- Quentin Meillassoux
- Quentin Merlin
- Quentin Metsijs
- Quentin Metsys
- Quentin Ménard
- Quentin Pacher
- Quentin Pottiez
- Quentin Pryor
- Quentin Richardson
- Quentin Robinot
- Quentin Ruffacq
- Quentin Serron
- Quentin Tanis
- Quentin Tarantino
- Quentin Valognes
- Quentin Venner
- Quentinius
- Quentinius lameerei